# Vidal de Blanes
Blanes i de Fenollet, Vidal de. Gerona, p. s. xiv – Valencia, 9.II.1369. Abad, embajador, consejero real y obispo de Valencia.
Hijo de Ramón de Blanes, que fue embajador en Roma, y de Aldonça de Fenollet. Fue abad de Sant Feliu de Girona hasta que, en 1356, fue nombrado obispo de Valencia, sede en la que fue ratificado por Inocencio IV, después de que Vidal acudiera a Aviñón, donde residía el Papa. Sucedió en el cargo a Hug de Fenollet.
Formó parte del consejo de regencia (1354-1355) durante la ausencia de Pedro IV en su pasaje a la isla de Cerdeña. Consiguió realizar la construcción de un arco de paso del palacio episcopal a la catedral, a pesar de la prohibición de Jaime I (1249) de que se construyó arcos en torno a los templos. Se construyó en 1357, quizá junto al campanario antiguo, en lo que hoy es la capilla del Santo Cáliz. Ese mismo año consagró el altar mayor de la catedral. A sus expensas se levantó el Aula Capitular de la catedral (1356-1369), que al principio formaba un cuerpo separado del templo. El 7 de abril de 1358 se acordó que se enterraran allí los obispos y los canónigos. También fue destinada para cátedra de Teología, de la que se encargaron los dominicos durante noventa años.
Celebró sínodos diocesanos en 1357 y 1368. En el sínodo de 1357 reiteró la excomunión lanzada por sus predecesores y por el concilio de Tarragona contra los que se negaran a pagar diezmos, prohibió las aclamaciones en público de los mudéjares a Mahoma, dictó normas sobre el cumplimiento de las últimas voluntades, la incompatibilidad de los beneficios, la residencia de los clérigos y la obligatoriedad de satisfacer al prelado el diezmo que le correspondía. En el sínodo de 1368 urgió el cumplimiento de las decretales de Alejandro III, Urbano IV y Juan XIII, que prohibían la bendición de las segundas nupcias a los que ya hubieran recibido las primeras; que los sacristanes no se apoderasen de las limosnas recibidas de los fieles para usos determinados y las destinaran a otros fines; pidió a los sacerdotes que llevaran registros de los que se confesaban a efectos de la sepultura eclesiástica; reiteró las sanciones previstas para los usureros, albaceas y herederos que no cumplían las voluntades testamentarias. Incluyó en este sínodo un tratado teológico o catecismo de la doctrina cristiana. Exigió a los sacerdotes que visitaran al obispo si estaban más de dos días en la ciudad; que no acumularan beneficios y que no llevasen armas ni hábitos cortos o muy largos.
Tuvo como obispos auxiliares al franciscano Ramón de Pacha y al dominico Gregorio Cazaloní. Regaló a la catedral una cruz de plata adornada con dos escudos de la familia Blanes, que, gastada por el uso, fue refundida en otra en 1585. Amplió el palacio episcopal con ciertas casas que compró en 1360. Otorgó testamento ante Jaume Rovira el 4 de mayo de 1363, y de nuevo testó el 29 de abril de 1367 ante Bertomeu Mulnar, instituyendo un beneficio bajo la invocación de Sant Feliu en el Aula Capitular. Falleció en Valencia el 9 de febrero de 1369 y sus restos fueron depositados en un sepulcro adosado a la pared del Aula Capitular, sin epitafio, sobre tres leones con diez escudos de armas